# Армель Зоурі
Армель Зоурі (фр. Armel Zohouri, нар. 5 квітня 2001, Діво) — івуарійський футболіст, захисник молдовського клубу «Шериф». Виступав також за низку івуарійських і закордонних клубів. Чемпіон Молдови та дворазовий володар Кубка Молдови.

## Ігрова кар'єра
У професійному футболі Армель Зоурі розпочав грати у складі команди «Расінг» (Абіджан), в якій грав до 2020 року. У 2020 році івуарійський футболіст перейшов до французького клубу «Ніцца», проте в основному складі клубу так і не зіграв, і ще в цьому ж році перейшов до складу швейцарського клубу «Лозанна», в якому грав до 2022 року.
З 2022 року Армель Зоурі грає у складі клубу «Шериф». У складі тираспольської команди івуарійський футболіст став чемпіоном Молдови та дворазовим володарем Кубка Молдови.

## Титули і досягнення
- Чемпіон Молдови (1):

«Шериф»: 2022–2023
- Володар Кубка Молдови (2):

«Шериф»: 2022–2023, 2024–2025